# ستانلي برايس
ستانلي برايس (بالإنجليزية: Stanley Price)‏ هو ممثل أمريكي، ولد في 31 ديسمبر 1892 في الولايات المتحدة، وتوفي بنفس المكان في 13 يوليو 1955.

## وصلات خارجية
- ستانلي برايس على موقع IMDb (الإنجليزية)
- ستانلي برايس على موقع أول موفي (الإنجليزية)
- ستانلي برايس على موقع قاعدة بيانات الفيلم (الإنجليزية)